# Розмірність фізичної величини
Розмі́рність фізи́чної величини́ — вираз, що відображає зв'язок фізичної величини з основними величинами відповідної системи величин. Таким чином, поняття розмірності має зміст за зазначення системи величин, в якій вона розглядається. 
Розмірність — це одночлен, складений з добутку узагальнених символів основних величин з різними (цілими або дробовими, додатними чи від'ємними) показниками степенів, які називаються показниками розмірності.
Розмірність величини {\displaystyle x} позначається як {\displaystyle dim\ x}. Символами, якими зображають розмірності основних величин, є великі букви латинської абетки. Так, наприклад, в Міжнародній системі величин (ISQ) розмірність довжини  {\displaystyle l} як основної величини  {\displaystyle dim\ l=L}. Швидкість {\displaystyle v} є похідною величиною. Вона пов’язана з основним рівнянням зв’язку {\displaystyle v=dl/dt}, де {\displaystyle t} - час. Тоді {\displaystyle dim\ v=L\cdot T^{-1}}.   
Однорідні фізичні величини в одній системі мають однакову розмірність, проте однакові розмірності не є свідченням однорідності величин.
Термін «розмірність» може стосуватись також одиниці вимірювання фізичної величини. Часто абстрагуються від конкретних одиниць вимірювання і описують розмірності в термінах основних фізичних величин, таких, наприклад, як довжина, маса та час, які позначають символами L M і T, відповідно. Розмірність записують як добуток цих символів, кожен з яких піднесено до раціонального степеня.
Наприклад, розмірність швидкості — відстань, розділена на час (LT −1), а розмірність сили — маса, помножена на відстань і поділена на час в квадраті (MLT −2). В механіці розмірність будь-якої величини може бути виражена через відстань (яку фізики часто називають «довжиною»), масу і час. Електричні та магнітні величини також можуть бути виражені через ці три розмірності з використанням, наприклад, закону Кулона. Однак при використанні SI іноді буває зручніше ввести розмірність такої основної фізичної величини, як електричний струм (I).
Деякі з фізичних величин є безрозмірнісними, тобто є величинами з розмірністю одиниця, в будь-якій системі одиниць величин, наприклад, стала тонкої структури в квантовій фізиці чи числа Маха, числа Рейнольдса, числа Струхала та інші в механіці суцільних середовищ.
Позаяк в різних системах фізичних величин за основні можуть бути вибрані різні набори величин, розмірність однієї і тієї ж фізичної величини в різних системах може бути різною. 

## Одиниці основних фізичних величин в системі SI
Усі фізичні величини вимірюються у визначених одиницях, і вони пов'язані між собою певними співвідношеннями. Якщо деякі з цих величин взяти за основні та встановити для них одиниці, то розмірність всіх інших величин будуть певним чином виражатися через одиниці основних величин. Сукупність певним чином встановлених одиниць вимірювання, серед яких частина є основними, а решта — похідними, називається системою одиниць фізичних величин. В ISQ визначено сім основних фізичних величин, розмірності яких вважаються незалежними одна від одної. Основні фізичні величини в ISQ:
- довжина: символ l або L, розмірність [L], одиниця вимірювання в системі SI - «метр», позначення м або m;
- маса: символ m, розмірність [М], одиниця вимірювання в системі SI - «кілограм», позначення кг або kg;
- час: символ t або T, розмірність [T], одиниця вимірювання в системі SI - «секунда», позначення с або s;
- сила електричного струму: символ I, розмірність [І], одиниця вимірювання в системі SI - «ампер», позначення А;
- термодинамічна температура: символ T або θ, розмірність [К], одиниця вимірювання в системі SI - «кельвін», позначення К;
- сила світла: символ Iν, розмірність [J],одиниця вимірювання в системі SI - «кандела», позначення кд або kd;
- кількість речовини: символ N, розмірність [N], одиниця вимірювання в системі SI - «моль», позначення моль або mol.

## Перевірка розмірності
Поняття розмірності фізичних величин широко використовується у фізиці для перевірки правильності  складних розрахункових формул, з'ясування залежності між величинами (аналіз розмірностей) та в теорії фізичної подібності, де аналіз розмірностей дозволяє скоротити обсяг експериментальних робіт з визначення певних залежностей. 
У формулах, що мають фізичний зміст, тільки величини, що мають однакову розмірність, можуть додаватися, відніматися чи порівнюватися. Наприклад, додавання маси будь-якого предмета з довжиною іншого предмета не має сенсу. Також неможливо сказати, що більше: 1 кілограм чи 3 секунди. З цього правила, зокрема, випливає, що ліві і праві частини рівнянь повинні мати однакову розмірність.
Крім того, аргументи експоненціальних, логарифмічних та тригонометричних функцій повинні бути безрозмірними величинами.
Ці правила використовуються для перевірки правильності фізичних формул. Якщо в отриманому рівнянні якесь із них порушується, то ясно, що в обчисленнях була допущена помилка.

## Аналіз розмірності
Аналіз розмірності — метод, який використовується фізиками для побудови обґрунтованих гіпотез про взаємозв'язок різних розмірних параметрів складної фізичної системи. Іноді аналіз розмірності можна використовувати для отримання формул (з точністю до безрозмірнісної константи). Суть методу полягає в тому, що з параметрів, що характеризують систему, складається вираз, що має потрібну розмірність.
При аналізі розмірностей формул розмірність лівої частини рівняння повинна дорівнювати розмірності правої частини рівняння. Відсутність такої рівності свідчить про неправильність формули. Проте наявність такої рівності не дає стовідсоткової гарантії правильності формули. Слід зазначити, що розмірності всіх величин в рівнянні мають бути подані в одній і тій же системі величин.